# Diplocentria forsslundi
Espèce
Diplocentria forsslundi est une espèce d'araignées aranéomorphes de la famille des Linyphiidae.

## Distribution
Cette espèce est endémique de Suède.

## Publication originale
- Holm, 1939 : Neue Spinnen aus Schweden. Beschreibung neuer Arten der Familien Drassidae, Theridiidae, Linyphiidae und Micryphantidae. Arkiv för Zoologi, vol. 31, no A8, p. 1-38.